# Kinkonychelys
Kinkonychelys is een geslacht van uitgestorven pleurodire schildpadden dat leefde tijdens het Laat-Krijt in Madagaskar. 

## Naamgeving
Het bevat als enige soort Kinkonychelys rogersi. De geslachtsnaam verbindt een verwijzing naar het Kinkonymeer met een Grieks chelys, 'schildpad'. De soortaanduiding eert zijn ontdekker Raymond R. Rogers. 
Het holotype is UA 9748, een bijna complete schedel, die de eerste schildpadschedel vertegenwoordigt die is beschreven uit het pre-Holoceen-tijdperk in Madagaskar. Een aantal losse schedel- en kaakbotten is ook toegewezen aan Kinkonychelys rogersi. Deze exemplaren werden gevonden in rotsen van de Maevaranoformatie uit het Maastrichtien in het Mahajangabekken in het noordwesten van Madagaskar. Een ander exemplaar, FMNH PR 2446, wordt verondersteld een andere soort te vertegenwoordigen, momenteel bekend als Kinkonychelys sp., maar er is geen consensus over het onderscheid met Kinkonychelys rogersi.
De Maevaranoformatie is een niet-mariene rotsformatie die werd afgezet onder een seizoensgebonden, semi-aride klimaat. Een diverse verzameling van gewervelde dieren is bekend uit de formatie, waaronder vissen, kikkers, andere schildpadden, hagedissen, slangen, krokodilachtigen, dinosauriërs, vogels en zoogdieren. De rotsen van de formatie kunnen worden onderverdeeld in verschillende afzettingen. UA 9748 werd gevonden in een kleisteenbed van een niet benoemde bovenliggende afzetting. Deze afzetting heeft ook overvloedige en goed bewaarde fossielen van straalvinnige vissen, krokodillen en dinosauriërs geproduceerd. De andere aan Kinkonychelys toegewezen exemplaren werden gevonden in de oudere Anembalembaformatie.

## Beschrijving
De kop van Kinkonychelys werd ongeveer vier centimeter lang.
Een onderscheidend kenmerk is de overlappende fossa pterygoidea in het verhemelte.

## Fylogenie
Kinkonychelys is geclassificeerd als een lid van de Kurmademydini-groep in de familie Bothremydidae, samen met de schildpadden Sankuchemys en Kurmademys uit het Laat-Krijt van India. De classificatie van Kinkonychelys in deze groep heeft geholpen om de theorie te ondersteunen dat het eiland Madagaskar en het subcontinent India vóór het einde van het Laat-Krijt met elkaar verbonden waren.